# Reações ao assassinato de John F. Kennedy

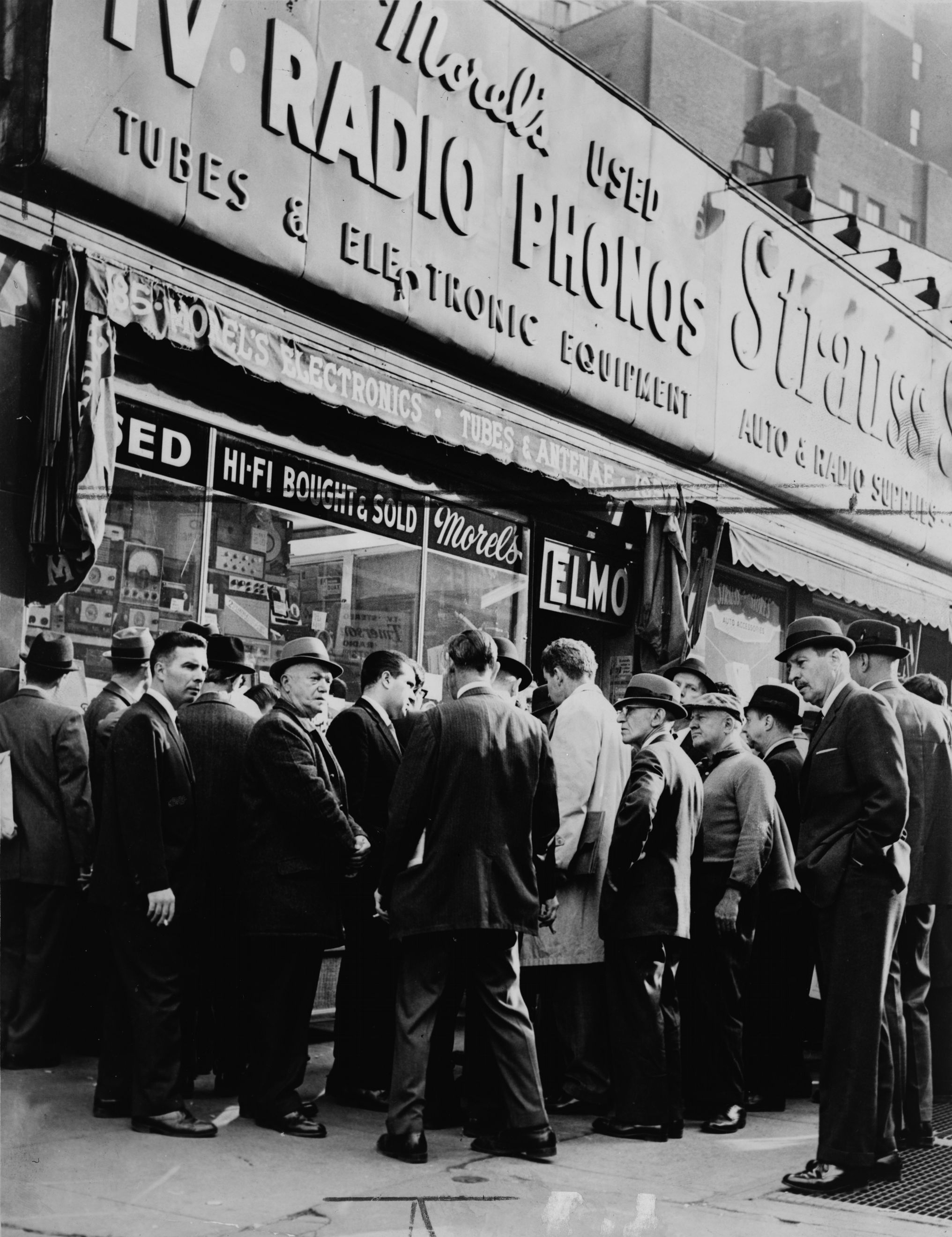
Uma multidão ouve notícias sobre o assassinato de John F. Kennedy perto de uma loja de rádio nas ruas Greenwich e Dey em 22 de novembro

Em todo o mundo, houve reações chocadas ao assassinato de John F. Kennedy, o Presidente dos Estados Unidos, na sexta-feira, 22 de novembro de 1963, em Dallas, Texas.
Houve grande confusão na hora entre o tiroteio de Kennedy e o anúncio de sua morte. Ocorrendo durante a Guerra Fria, não estava claro a princípio se o tiroteio poderia ser parte de um ataque maior aos Estados Unidos, e se o vice-presidente Lyndon B. Johnson, que estava dois carros atrás na carreata, estava seguro.
A notícia chocou a nação. Muitas pessoas choraram abertamente. Multidões se reuniram em locais públicos para assistir à cobertura televisiva. O trânsito em algumas áreas parou quando a notícia se espalhou de carro para carro, até mesmo se aglomerando ao redor dos carros para ouvir reportagens de rádio. Escolas em todo o país dispensaram seus alunos mais cedo. Raiva deslocada contra o Texas e os texanos foi relatada por alguns indivíduos. Vários fãs do Cleveland Browns, por exemplo, carregaram cartazes no jogo em casa do domingo seguinte contra o Dallas Cowboys denunciando a cidade de Dallas por ter "matado o presidente". Houve também casos de oponentes de Kennedy aplaudindo o assassinato. Um jornalista relatou alegria nas ruas de Amarillo, com uma mulher gritando: "Ei, ótimo, JFK morreu!"
O evento deixou uma impressão duradoura em muitos no mundo todo. Assim como no ataque a Pearl Harbor em 7 de dezembro de 1941 e nos ataques de 11 de setembro de 2001, perguntar "Onde você estava quando soube do assassinato do presidente Kennedy?" se tornaria um tópico comum de discussão.

## Reações
Nos Estados Unidos, o assassinato de Kennedy dissolveu as diferenças entre muitas pessoas, pois elas foram reunidas em um tema comum: choque e tristeza após o assassinato. Foi visto em declarações de ex-presidentes e membros do Congresso, etc. Barry Goldwater, o eventual candidato republicano na eleição presidencial de 1964, considerou abandonar sua campanha planejada após o assassinato por causa de sua admiração por Kennedy. A notícia foi tão chocante e atingiu tanto impacto, de acordo com o Serviço de Audímetro Nielsen, dentro dos 40 minutos do primeiro relato do assassinato, a audiência da televisão dobrou, no início da noite, 70% estavam em seus aparelhos de televisão.
Todas as três principais redes de televisão dos EUA suspenderam suas programações regulares e mudaram para cobertura totalmente jornalística de 22 a 26 de novembro de 1963, permanecendo no ar por 70 horas, tornando-se o evento noticioso ininterrupto mais longo na TV americana até o 11 de setembro.
O correspondente da CBS Washington, Roger Mudd, resumiu: "Foi uma morte que tocou a todos instantaneamente e diretamente; rara foi a pessoa que não chorou naquele longo fim de semana. Em nossa casa, enquanto minha esposa (E.J.) assistia à televisão, suas lágrimas fizeram com que nosso filho de cinco anos, Daniel, fosse silenciosamente e desligasse o que ele pensava ser a causa do choro de sua mãe."

### Financeira
O Dow Jones Industrial Average subiu 3,31 pontos (0,5%) no dia, no momento em que os tiros foram disparados contra Kennedy. Quarenta minutos depois, quando as notícias da morte de Kennedy estavam sendo divulgadas, ele já havia caído 21,16 pontos (-2,8%), em um volume de negociação muito pesado. Com a bolsa de valores já funcionando 20 minutos atrás das transações do pregão, o Conselho de Governadores da Bolsa de Valores de Nova Iorque anunciou que havia fechado as ordens do dia. A AMEX e as bolsas de commodities seguiram rapidamente. O novo presidente, Lyndon B. Johnson, telefonou para o presidente da NYSE, G. Keith Funston, e o elogiou por fechar a bolsa ao ouvir a notícia do assassinato. Funston disse a LBJ na conversa telefônica: "Obrigado, Sr. Presidente. Ninguém elogiou a bolsa de valores por nada em muito tempo".
No primeiro dia de negociação após o assassinato, 26 de novembro, as médias do mercado se recuperaram acentuadamente, registrando os maiores ganhos em um único dia na história e o quarto maior volume de negociação em um único dia na história da NYSE até aquele momento.

### Estrangeiras

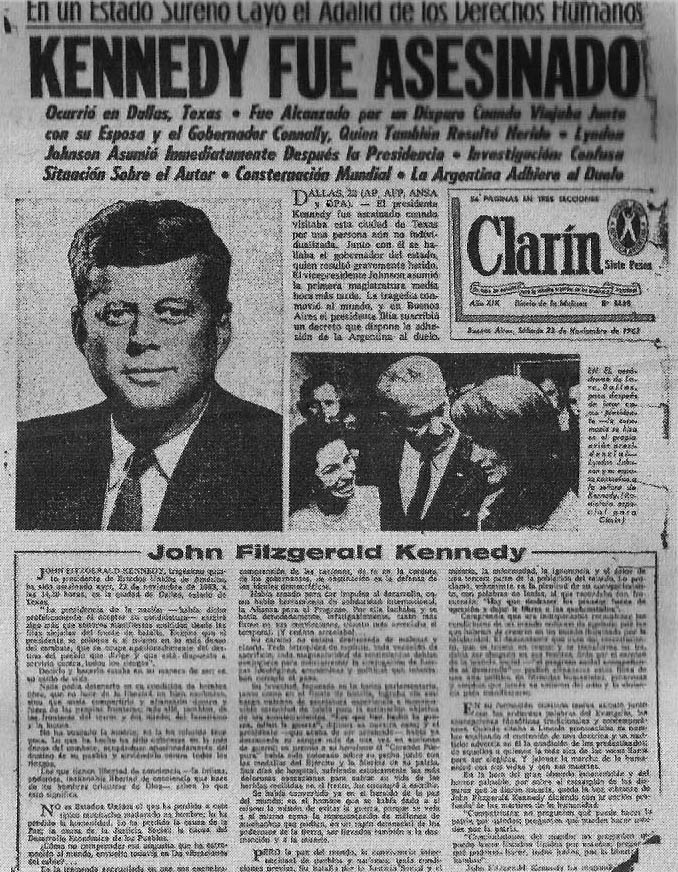
O assassinato noticiado em jornal argentino Clarín.

Após o assassinato de Kennedy, muitos líderes mundiais expressaram choque e tristeza, alguns indo à televisão e ao rádio para discursar em suas nações. Em países ao redor do mundo, primeiros-ministros, governadores e prefeitos também emitiram mensagens expressando choque sobre o assassinato. Muitos deles se perguntaram se Johnson continuaria com muitas das políticas de Kennedy. LBJ e o mundo simpatizariam com a "preocupação gravada no rosto do Sr. Johnson".
Em muitos países, as redes de rádio e televisão, após darem a notícia, saíram do ar, exceto para a música fúnebre, ou quebraram as programações para transmitir notícias ininterruptas do assassinato, e se Kennedy tivesse feito uma visita àquele país, relembrava essa visita em detalhes. Por exemplo, em Londres, o BBC Television Service e a Independent Television Authority em Londres suspenderam seus programas regulares após darem a notícia. Em várias nações, os monarcas ordenaram que a família real fizesse dias de luto.
Fidel Castro anunciou que Cuba lamentou a morte de Kennedy. Um memorando do FBI escrito por J. Edgar Hoover em 1966 e desclassificado em 2017 sugere que o governo da União Soviética ficou chocado com o assassinato e culpou uma conspiração de direita para derrubar o governo, invadir Cuba e iniciar a Terceira Guerra Mundial. A KGB começou a investigar o novo presidente Johnson, que acreditava ser o responsável pelo assassinato.
O primeiro-secretário Nikita Khrushchev e o presidente Leonid Brejnev enviaram cartas de condolências a Johnson afirmando: "O assassinato vil do chefe de Estado americano John F. Kennedy é uma perda dolorosa, na verdade, muito dolorosa para seu país. Quero dizer francamente que a gravidade dessa perda é sentida por todo o mundo, incluindo nós mesmos, o povo soviético" e chamou o assassinato de "um duro golpe para todas as pessoas que prezam a causa da paz e da cooperação soviético-americana".
Nas embaixadas e consulados dos EUA ao redor do mundo, as mesas telefônicas se iluminaram e foram inundadas com chamadas telefônicas. Em muitas delas, o pessoal chocado deixou os telefones sem resposta. Mais tarde, eles abriram livros de condolências para as pessoas assinarem. Na Europa, o assassinato moderou o sentimento da Guerra Fria, pois as pessoas de ambos os lados expressaram choque e tristeza. Na América Latina, o presidente brasileiro João Goulart decretou 3 dias de luto.
As notícias do assassinato de Kennedy chegaram à Ásia nas primeiras horas da manhã de 23 de novembro de 1963, devido à diferença de fuso horário. No Japão, a notícia se tornou a primeira transmissão televisiva dos Estados Unidos para o Japão via satélite Relay 1, em vez de uma mensagem pré-gravada de Kennedy para o povo japonês. (De volta aos EUA, onde ainda era 22 de novembro, a transmissão cancelada da mensagem de Kennedy foi exibida no Huntley-Brinkley Report da NBC-TV).

### Hostis
Reações hostis ao falecido presidente Kennedy foram registradas por elementos de extrema-direita.
No Sul,  onde Kennedy não era popular devido à sua posição sobre os direitos civis, ocorreram alguns incidentes isolados, onde alguns expressaram alegria pela morte de Kennedy: escolas no Mississippi, Luisiana, Alabama e subúrbios da própria Dallas.
O presidente do Citizens Council de Memphis, Richard Ely, disse ao Nashville White Citizens Council que "Acredito firmemente que o Sr. Kennedy morreu como um tirano. Ele não fez o comunismo. Ele encorajou a integração, que tem o apoio do comunismo. Ele era um tirano", fazendo com que metade da sala, alguns dos quais eram professores do Peabody College, saíssem depois que eles exigiram, sem sucesso, que Ely fornecesse evidências para suas alegações. Em Biloxi, Mississippi, o estudante Thomas Hansen foi jogado através de uma porta de vidro da frente, após protestar contra faixas de celebração da seção local da John Birch Society, antes de ser atingido com acusações de vandalismo finalmente abandonadas.
Conforme escrito por William Manchester em Death of a President:
Um médico de Oklahoma City sorriu para um visitante aflito e disse: "Ótimo, espero que tenham pegado Jackie." Em uma pequena cidade de Connecticut um médico gritou em êxtase do outro lado da Rua Principal – para um clínico geral que adorava Kennedy – "A viagem da alegria acabou. Este é um acordo que Papa Joe não pode consertar." Uma mulher que visitava Amarillo, a segunda cidade mais radical do Texas, estava almoçando no restaurante adjacente ao seu motel quando uma dúzia de estudantes alegres irromperam de uma escola secundária do outro lado da rua. "Ei, ótimo, JFK morreu!", gritou um deles com flagrante alegria, e a mulher, saindo o mais rápido que pôde, percebeu que vários clientes estavam sorrindo de volta para o menino. Em Dallas, um homem gritou e jogou seu caro Stetson no ar, e foi em um subúrbio rico de Dallas que os alunos de uma classe da quarta série, informados de que o Presidente dos Estados Unidos havia sido assassinado em sua cidade, explodiram em aplausos espontâneos.
Em 1º de dezembro, depois que Malcolm X fez um discurso, repórteres pediram a ele um comentário sobre o assassinato do presidente Kennedy. O porta-voz da Nation of Islam disse que era um caso de "galinhas voltando para o poleiro", e acrescentou que "galinhas voltando para o poleiro nunca me deixaram triste; elas sempre me deixaram feliz."
O The New York Times escreveu: "em mais críticas ao Sr. Kennedy, o líder muçulmano citou os assassinatos de Patrice Lumumba, líder do Congo, de Medgar Evers, líder dos direitos civis, e das meninas negras bombardeadas no início deste ano em uma igreja de Birmingham. Esses, ele disse, foram exemplos de outras 'galinhas voltando para casa para dormir'." O jornal observou que seus comentários foram recebidos com "altos aplausos e risos" da plateia toda negra. Ele citou um membro da plateia não identificado, que disse a um repórter que aplaudiu as observações de Malcolm X "mais pelo fato de ele ter tido a coragem de dizê-las do que por eu realmente aprová-las".

## Luto não oficial
Serviços memoriais organizados às pressas para Kennedy foram realizados em todo o mundo, permitindo que muitos expressassem sua tristeza. Governos ordenaram que as bandeiras fossem hasteadas a meio mastro e dias de luto. Um dia de luto e tristeza nacional foi declarado nos EUA para segunda-feira, 25 de novembro, o dia do funeral de Estado. Vários outros países, como a Irlanda, fizeram o mesmo. Em todos os Estados Unidos, muitos estados declararam o dia do funeral um feriado legal.
Nem todos os eventos recreativos e esportivos programados para 22 de novembro e durante o fim de semana seguinte foram cancelados. Aqueles que aconteceram compartilharam o sentimento que o comissário da NFL Pete Rozelle expressou ao decidir jogar jogos da NFL naquele fim de semana: "Tem sido tradicional... atuar em momentos de grande tragédia pessoal." Após sua vitória sobre o Philadelphia Eagles na Filadélfia, os jogadores do Washington Redskins pediram ao técnico Bill McPeak para enviar a bola do jogo para a Casa Branca, agradecendo a Rozelle por permitir que os jogos fossem disputados naquele fim de semana, dizendo que eles estavam "jogando... para o presidente Kennedy e em sua memória."
Uma resposta esportiva notável veio da Universidade A&M do Texas, que tradicionalmente queimava uma fogueira chamada "fogueira Aggie" (os alunos da Texas A&M são conhecidos como "Aggies") um dia antes de um jogo de futebol americano universitário contra seus rivais, a Universidade do Texas em Austin (UT). A fogueira tem como objetivo representar o "desejo ardente dos alunos da Aggie de derrotar o inferno fora do t.u.", um apelido depreciativo para a Universidade do Texas. O jogo e a fogueira aconteciam perto do Dia de Ação de Graças todos os anos e o jogo de 1963 deveria acontecer em 28 de novembro com a fogueira em 27 de novembro, poucos dias após o assassinato de Kennedy. Quando a Texas A&M soube que o presidente Kennedy foi baleado e morto, como uma marca de respeito, pela primeira vez, eles cancelaram a fogueira daquele ano e desmontaram a pilha que deveria queimar. Uma pessoa envolvida, o líder do Head Yell, Mike Marlowe, disse que "É o máximo que temos e o mínimo que podemos dar." O jogo foi em frente e a UT venceu a A&M por 15-13. Esta foi uma das duas vezes em que a fogueira Aggie foi cancelada antes de ser queimada. A única outra vez foi em 1999, quando a fogueira desabou durante a construção e matou 12 pessoas, uma tragédia que levou ao fim da fogueira Aggie por completo.

## Luto durante o funeral
No dia do funeral de Kennedy, 25 de novembro de 1963, pessoas ao redor do mundo compareceram aos serviços memoriais. Este foi um dia de luto nacional nos Estados Unidos e em muitos países ao redor do mundo. Eventos foram cancelados por causa do luto. As ruas da cidade ficaram desertas enquanto os serviços eram realizados. Todos que puderam acompanharam os procedimentos pela televisão. Outros atenderam ao chamado para o dia de luto nacional indo ao seu local de culto para um serviço memorial.
Em todo o mundo, as imagens do cortejo fúnebre foram enviadas para o exterior via satélite. Muitas escolas, escritórios, lojas e fábricas nos EUA foram fechadas. Aqueles que estavam abertos programaram um minuto de silêncio. Outros permitiram que os funcionários tivessem folga para comparecer aos serviços memoriais. Durante os serviços memoriais, os sinos da igreja tocavam. Em algumas cidades, os policiais prenderam faixas pretas de luto em seus distintivos.
Em muitos estados, os governadores declararam o dia de luto nacional como feriado legal, permitindo o fechamento dos bancos. Houve silêncio nos Estados Unidos às 12:00 EST (17:00 UTC) por cinco minutos para marcar o início do funeral.

### Exemplo de notícia de última hora
O clima sombrio nos EUA durante o fim de semana após a morte de Kennedy ficou evidente nas ondas de transmissão. O assassinato do presidente Kennedy foi o mais longo evento noticioso ininterrupto na história da televisão americana até os ataques de 11 de setembro de 2001. Às 15h (EST) em 22 de novembro, quase todas as estações de televisão cancelaram suas programações comerciais para continuar com a cobertura de notícias 24 horas fornecida pelas três redes de televisão dos EUA em 1963: ABC, CBS e NBC. From 3 p.m. that day until 26 de novembro, all network entertainment and commercial programming ceased on U.S. television. Das 15h daquele dia até 26 de novembro, todo o entretenimento da rede e a programação comercial cessaram na televisão dos EUA. Essa cobertura foi um dos primeiros exemplos do que os telespectadores modernos comumente conhecem como um evento de notícias de última hora (em inglês:  breaking news).
As pernoites incluíram filmagens de notícias anteriores misturadas com algumas notícias de última hora. Na noite de domingo, a NBC transmitiu cobertura contínua ao vivo de enlutados passando pelo esquife coberto de bandeiras na rotunda do Capitólio, enquanto cerca de 250.000 pessoas passaram. Em 24 de novembro, uma apresentação de concerto da Sinfonia n.º 2 de Gustav Mahler, com Leonard Bernstein conduzindo, foi transmitida pela CBS. Perto do fim da cobertura da NBC sobre o assassinato e o funeral, que terminou depois da 1:00 da manhã, horário do leste dos EUA, em 26 de novembro, a rede transmitiu um concerto especial ao vivo após a meia-noite pela Orquestra Sinfônica Nacional, conduzida pelo diretor, Dr. Howard Mitchell, no Constitution Hall.
Muitas estações de rádio – até mesmo muitas das 40 principais emissoras de rock and roll – também ficaram sem comerciais, com muitas estações que não eram de rede tocando apenas seleções instrumentais clássicas e/ou easy listening intercaladas com boletins de notícias.[carece de fontes?] (Foi relatado, no entanto, que algumas estações, como a WAPE em Jacksonville, Flórida, e outras estações em partes do país onde Kennedy era impopular continuaram com sua programação normal como de costume.) A maioria das estações retornou à programação normal no dia seguinte ao funeral.

## Homenagens
Homenagens a Kennedy abundaram nos meses seguintes ao seu assassinato, particularmente no mundo das gravações. Muitas estações de rádio lançaram compilações de álbuns de suas coberturas de notícias do assassinato do presidente; a ABC News lançou um conjunto de dois LPs de sua cobertura de notícias de rádio. Grandes gravadoras também lançaram álbuns de tributo; em um ponto, havia pelo menos seis álbuns de tributo a Kennedy disponíveis para compra em lojas de discos, com o mais popular sendo John Fitzgerald Kennedy: The Presidential Years 1960–1963 (20th Century 3127), de Dickie Goodman, que subiu para a oitava posição na parada de álbuns da Billboard e se manteve como o álbum de tributo mais vendido de todos os tempos até o tributo em CD duplo a Diana, Princesa de Gales, trinta e quatro anos depois.[carece de fontes?]
Dois dias após o assassinato, e um dia antes do funeral, um programa especial de televisão ao vivo intitulado A Tribute to John F. Kennedy from the Arts foi transmitido pela ABC na rede de televisão. O programa apresentava leituras dramáticas de atores como Christopher Plummer, Sidney Blackmer, Florence Eldridge, Albert Finney e Charlton Heston, bem como seleções musicais executadas por artistas como Marian Anderson. O ator Fredric March, marido de Eldridge na vida real, apresentou o programa. Plummer e Finney apresentaram o discurso de morte de Hamlet (Estou morto, Horácio) com Finney assumindo o papel de Horácio. O programa nunca foi repetido, nem nunca foi lançado em vídeo de qualquer forma.
Talvez a canção de tributo a Kennedy de maior sucesso lançada nos meses após seu assassinato (embora canções de sucesso posteriores como "Abraham, Martin and John" e "We Didn't Start the Fire" também fizessem referência à tragédia) foi a polêmica "In the Summer of His Years", introduzida pela cantora britânica Millicent Martin em uma edição especial da série de comédia da BBC-TV That Was the Week That Was, concebida como uma homenagem sombria e respeitosa a Kennedy. Martin gravou a canção logo depois e, embora não tenha sido considerada adequada para lançamento em single no Reino Unido, foi lançada nos EUA e "Bubbled Under" na parada de singles da Billboard Hot 100 na posição 104. Uma versão cover de Connie Francis subiu na parada Hot 100 para a posição 46 no início de 1964, apesar de ter sido proibida por várias estações de rádio de grande mercado que achavam que capitalizar uma tragédia nacional era de mau gosto. Outras versões da música foram gravadas por Toni Arden, Kate Smith, Bobby Rydell e a cantora gospel Mahalia Jackson.
O álbum de Natal de Phil Spector, A Christmas Gift for You from Phil Spector, foi retirado das prateleiras das lojas a pedido de Spector, tendo vendido muito mal, já que o público não estava com disposição para músicas alegres de fim de ano; foi colocado de volta à venda na temporada de 1964, mas não entrou nas paradas até 1972.[carece de fontes?]
O álbum de comédia de grande sucesso de 1962, The First Family, que parodiava os Kennedys, foi rapidamente retirado de circulação e assim permaneceu por muitos anos.[carece de fontes?]
Também na Grã-Bretanha, onde os editores de "In the Summer of His Years" se recusaram a permitir que a canção fosse lançada como single por qualquer artista britânico, Joe Meek, compositor do hit "Telstar" do The Tornados, lançou um instrumental intitulado "The Kennedy March" pela Decca Records, com royalties marcados para serem enviados a Jacqueline Kennedy para que ela doasse para caridade. The Briarwood Singers "Bubbled Under" a parada de singles da Billboard em dezembro de 1963 com uma gravação da tradicional canção folclórica "He Was a Friend of Mine", que mais tarde foi gravada, com novas letras escritas especialmente por Jim McGuinn, em 1965 pela popular banda americana The Byrds, em seu segundo álbum, Turn! Turn! Turn!.[carece de fontes?]
Em 1964, o compositor William Spivery escreveu "Mr. John", que se tornou popular no centro-oeste dos Estados Unidos. O cantor folk Phil Ochs prestou homenagem a Kennedy em sua canção, "That Was the President", escrita logo após o assassinato, e novamente dois anos depois em sua obra-prima "Crucifixion", conectando Kennedy e Cristo.

### Citações em linha
1. ↑  United Press International & American Heritage 1964, pp. 43, 48–49
2. ↑  Pett et al. 1963, p. 16
3. ↑  Pett et al. 1963, p. 29
4. ↑  «Browns Set Back Cowboys, 27 to 17». New York Times. Associated Press. 25 de novembro de 1963. p. 35
5. ↑  Loftus, Joseph A. (25 de novembro de 1963). «Ruby is Regarded a 'Small-Timer'». New York Times. p. 12
6. ↑  Moser, Bob (4 de agosto de 2010). «Welcome to Texas, Mr. Obama». The Texas Observer (em inglês). Consultado em 12 de janeiro de 2018
7. ↑  Brinkley, David (2003). Brinkley's Beat. Nova Iorque: Knopf. ISBN 0-375-40644-1
8. ↑  White 1965, p. 6
9. ↑  Dinneen, Joseph F. (24 de novembro de 1963). «A Shock Like Pearl Harbor». The Boston Globe. p. 10
10. ↑  «United in Remembrance, Divided over Policies». Pew Research Center. 1º de setembro de 2011
11. ↑  Mudd 2008, p. 126
12. 1 2 3  White 1965, pp. 6–7
13. ↑  «GOLDWATER SAYS HE ALMOST QUIT; Assassination Caused Him to Lose Interest in Race». The New York Times (em inglês). 31 de julho de 1964. ISSN 0362-4331. Consultado em 20 de junho de 2021
14. ↑  White 1965, p. 13
15. 1 2  Sanford, Bill (15 de setembro de 2001). «Viewers Again Return To Traditional Networks». The New York Times. p. A14
16. ↑  Mudd 2008
17. 1 2 3 4  The New York Times 2003, pp. 97-100
18. ↑  Pett et al. 1963, p. 29
19. ↑  NBC News 1966, pp. 15, 44
20. ↑  Bell, Jack (1965). The Johnson Treatment: how Lyndon B. Johnson took over the presidency and made it his own. Nova Iorque: Harper & Row. pp. 14–15
21. 1 2  Miller, Merle (1980). Lyndon: An Oral Biography. Nova Iorque: Putnam. p. 324
22. ↑  White 1965, p. 45
23. ↑  «1963 Trading Volume Highest In History of Stock Exchange». The New York Times (em inglês). 1964. ISSN 0362-4331. Consultado em 23 de maio de 2018
24. ↑  Johnson, Lyndon B. (1971). The Vantage Point: Perspectives of the Presidency, 1963-1969. Nova Iorque: Holt, Rinehart, and Winston. pp. 40–42
25. 1 2  The New York Times 2003, pp. 101-110
26. ↑  United Press International & American Heritage 1964, pp. 46–47
27. ↑  Moore, William (24 de novembro de 1963). «Law Permits 2 Full Terms for Johnson». The Chicago Tribune. p. 7
28. ↑  «LBJ Gets Commons Tributes». Winnipeg Free Press. Canadian Press. 24 de janeiro de 1973. p. 18
29. 1 2  «Many Nations Share America's Grief». The New York Times. 24 de novembro de 1963. p. 6
30. ↑  NBC News 1966, pp. 20–21, 24, 28–31
31. ↑  The New York Times 2003, p. 58
32. ↑  Pett et al. 1963, pp. 40, 47, 49, 51
33. ↑  Daniel, Jean (7 de dezembro de 1963). «I Was With Fidel Castro When JFK Was Assassinated». New Republic (em inglês). Consultado em 12 de janeiro de 2018
34. ↑  May, Ashley. «JFK files: Soviet officials 'greeted by great shock' when President Kennedy assassinated». USA TODAY (em inglês). Consultado em 20 de junho de 2021
35. ↑  «Documents Offer Insight Into Soviet View Of JFK Assassination». NPR.org (em inglês). Consultado em 20 de junho de 2021
36. 1 2  Cohen, Jared (2019). Accidental Presidents: Eight Men who Changed America 1 ed. Nova Iorque: Simon & Schuster. ISBN 978-1-5011-0982-9. OCLC 1039375326
37. ↑  The New York Times 2003, pp. 217-220
38. ↑  «Khrushchev calls Kennedy death "a heavy blow"». UPI (em inglês). United Press International. 23 de novembro de 1963. Consultado em 20 de junho de 2021
39. 1 2  Pett et al. 1963
40. 1 2  Pett et al. 1963, p. 40
41. ↑  The New York Times 2003, pp. 116-117
42. ↑  «JG decreta luto e visita embaixador». Correio da Manhã. LXIII (21.669). 23 de novembro de 1963. p. 2. Consultado em 2 de maio de 2023
43. ↑  Pett et al. 1963, p. 49
44. ↑  The New York Times 2003, pp. 119-120
45. ↑  Rothenberg, Fred (6 de novembro de 1983). «Television Comes of Age in 70 Hours of Assassination Coverage». Associated Press
46. ↑  «Japan Sees U.S. TV by Relay Satellite». The New York Times. 24 de novembro de 1963. p. 14
47. ↑  NBC News 1966, p. 37
48. ↑  Moser, Bob (4 de agosto de 2010). «Welcome to Texas, Mr. Obama». The Texas Observer (em inglês). Consultado em 12 de janeiro de 2018
49. ↑  Clark, Doug (21 de novembro de 2013). «Doug Clark: Cheering at Mississippi school added to JFK assassination horror». The Spokesman-Review (em inglês). Consultado em 12 de janeiro de 2018
50. ↑  «Reaction To JFK's Death Varied Across The U.S.». WBNS-10TV. 22 de novembro de 2013. Consultado em 12 de janeiro de 2018
51. ↑  DeBerry, Jarvis (21 de novembro de 2013). «Hatred of Catholics led some to cheer JFK's assassination: Jarvis DeBerry». NOLA.com (em inglês). Consultado em 12 de janeiro de 2018
52. ↑  Sawyer, Jessica (21 de novembro de 2013). «Alabamians recall mixed reactions to news of JFK's assassination». AL.com (em inglês). Consultado em 12 de janeiro de 2018
53. ↑  Owen, Walter (22 de novembro de 2013). «In Dallas, Some Schoolchildren Cheered the Day J.F.K. Was Shot». The Hive. Consultado em 12 de janeiro de 2018
54. ↑  Buchanan, Thomas G. (1964). Who killed Kennedy (em inglês). [S.l.]: New York, Putnam. pp. 15. Kennedy died a tyrant's death. He encouraged integration.
55. ↑  McGill, Ralph (11 de dezembro de 1963). «President Johnson Is Committed». Fort Pierce News Tribune. p. 4. Consultado em 25 de maio de 2019
56. ↑  Downes, Nathaniel. «John Birch Society – Original Tea Party Anti-American Group Had Role In Kennedy Assassination». AddictingInfo (em inglês). Consultado em 13 de janeiro de 2018. Cópia arquivada em 13 de janeiro de 2018
57. ↑  Manchester, William (8 de outubro de 2013). The Death of a President: November 20-November 25, 1963 (em inglês). [S.l.]: Little, Brown. ISBN 9780316370721
58. 1 2 3  «Malcolm X Scores U.S. and Kennedy». The New York Times. 2 de dezembro de 1963. p. 21. Consultado em 2 de outubro de 2018
59. ↑  NBC News 1966, pp. 59, 72
60. ↑  United Press International & American Heritage 1964, pp. 52–53
61. ↑  NBC News 1966, pp. 72-73
62. ↑  Katz, Gregory (16 de novembro de 2013). «JFK death news sent 'wave of grief' around world». Associated Press
63. 1 2 3 4 5 6 7  «Cities Throughout U.S. Pause for Tribute to Kennedy». The Washington Post. Associated Press. 26 de novembro de 1963. p. A4
64. ↑  Brady, Dave (24 de novembro de 1963). «It's Tradition To Carry on, Rozelle Says». The Washington Post. p. C2
65. ↑  Walsh, Jack (25 de novembro de 1963). «Game Ball Going to White House». The Washington Post. p. A16
66. ↑  «Redskins Send Game Ball to White House». The Chicago Tribune. Associated Press. 25 de novembro de 1963. p. C4
67. ↑  Creel, Brady (19 de novembro de 2001), «...And they call it 'Aggie Bonfire'», The Battalion, consultado em 5 de abril de 2013, cópia arquivada em 26 de junho de 2013
68. 1 2  NBC News 1966, p. 157
69. ↑  The New York Times 2003, p. 512
70. ↑  «Telstar Carries Rites». The Chicago Tribune. Reuters. 26 de novembro de 1963. p. 10
71. ↑  The New York Times 2003, pp. 374-376
72. ↑  The New York Times 2003, p. 500
73. ↑  «A permanent record of what we watched on television from Nov. 22 to 25, 1963». TV Guide. 12 (4): 24–40. 25 de janeiro de 1964
74. ↑  NBC News 1966, pp. 122–123
75. ↑  The New York Times 2003, p. 521
76. ↑  Adams, Val (26 de novembro de 1963). «Back to Normal for Radio and TV». The New York Times. p. 75. NBC...por cinco horas ontem de manhã (2h às 7h)...televisionou apenas uma cena. Veio de uma câmera fixa focada nos milhares de pessoas passando pelo caixão do presidente Kennedy na rotunda do Capitólio.
77. ↑  «John F. Kennedy Memorial Concert (1963) (TV)» – via www.imdb.com
78. ↑  «National symphony Gives Concert for 'Neighbor'». The New York Times. Associated Press. 27 de novembro de 1963. p. 22
79. ↑  NBC News 1966
80. ↑  ABC News Announces the Kennedy Assassination - November 22-25, 1963 no YouTube
81. ↑  Adams, Val (24 de novembro de 1963). «TV Will Continue a Sober Approach». The New York Times. p. 9
82. ↑   A Tribute to John F. Kennedy from the Arts. no IMDb.
83. ↑  «A British Program Honoring Kennedy Shown Over NBC». The New York Times. 25 de novembro de 1963. p. 10
84. ↑  NBC News 1966, pp. 121-122
85. ↑  Grevatt, Ren (28 de dezembro de 1963). «Those Kennedy Singles Show Lively Sales Despite Slough-Off By Disc Jockeys». Billboard. p. 3
86. 1 2  «Music As Written». Billboard. 21 de dezembro de 1963. pp. 30–32
87. ↑  A seguir estão algumas das muitas obras que discutem "Crucifixion" como uma alegoria sobre Kennedy e Cristo:
  - Brend, Mark (2001). American Troubadours: Groundbreaking Singer-Songwriters of the 60s. São Francisco: Backbeat Books. p. 106. ISBN 0-87930-641-6
  - DeLeon, David (1994). Leaders from the 1960s: A Biographical Sourcebook of American Activism. Westport, Conn.: Greenwood Press. p. 424. ISBN 0-313-27414-2
  - Harris, James F. (1993). Philosophy at 33 1/3 rpm: Themes of Classic Rock Music. Chicago: Open Court. p. 230. ISBN 0-8126-9241-1
  - Niemi, Robert (Inverno de 1993). «JFK as Jesus: The Politics of Myth in Phil Ochs' 'Crucifixion'». Journal of American Culture. 16 (4): 37, 39. doi:10.1111/j.1542-734X.1993.00035.x
  - Schumacher, Michael (1996). There But for Fortune: The Life of Phil Ochs. Nova Iorque: Hyperion. p. 110. ISBN 0-7868-6084-7